# Жмудь
Жмудь, також Жема́йтія (лит. Žemaitija, жумуд. Žemaitėjė) — регіон на північному заході Литви, на березі Балтійського моря. Історична батьківщина жмудинів, носіїв  жмудської мови, діалекту литовської. Займає терени Тельшайського і Шяуляйського повіту. У Середньовіччі стало Жмудським князівством, що було інкорпороване до Великого князівства Литовського й перетворене на староство. Центральне місто — Тяльшяй. Найбільше місто — Шяуляй. Площа — близько 21 тис. км². Населення — близько 500 тис. осіб.

## Назва
- Жема́йтія (лит. Žemaitija, жмуд. Žemaitėjė) — литовська назва
- Жемотська земля (ст.-укр. Жемотьская земля), Жемойтська земля (ст.-укр. Жемоитская земля[1]), Жомойтська земля (ст.-укр. Жомоитская земля) — староукраїнська назва; походить від литовської, яка в перекладі слов'янською означає «Побережна земля»[1].
- Жемоїть, або Жомойтія — староукраїнська назва
- Жмудь (пол. Żmudź, біл. Жмудзь) — польська назва, що походить від староукраїнської.
- Ни́жня Литва́
- Самейтія (нім. Sameiten, Samaythen) — стара німецька назва.
- Самогітія (лат. Samogitia), або Самогетія (лат. Samogetia) — латинські назви.

## Історія
Жмудь (Жемайтія) в XIII і навіть у XIV століттях займала великий простір. Достовірна (писемна) історія Жмуді починається з XIII століття, з часу появи в сусідстві німців, і наповнена, головним чином, звістками про боротьбу з останніми, що тривала до початку XV століття.
У руських (українських) джерелах першу згадку про Жемайтію знаходим у Волинському літописі в подіях 1215–1219 років, коли до князя Романа Мстиславича приїхали посли від литовських та жемайтійських князів За літописом мирний договір прийняли обоє жемайтійських князів — Гердвілас і Вікінтас.

### Перший наступ хрестоносців (1208—1236)
На початку XIII століття експансія німецьких херстоносців і поневолення почало загрожувати всім балтським племенам. Завойовники намагалися силою навернути місцеве населення до католицтва і, з часом, підкорили цілий ряд племен. Однак жемайти вперто та довго відстоювали свою релігію та свою незалежність від німців; у їх країні знаходилося литовське святилище Ромува, і гнані з Литви волхви знаходили у них притулок ще в XV столітті. Окрім того, Жемайтія була ретельною берегинею національних переказів і звичаїв, ревно відстоювала їх проти всіх спроб великих князів литовських ввести будь-які нововведення.
Після підкорення естів, хрестоностці пішли війною на земгалів (1219—1290), які жили на південь і на захід від Даугави. Земгали були етнічно споріднені з жемайтами і пов'язані з ними політично. Відтак, жемайти і литовці часто виступали їх союзниками у боротьбі із завойовниками. У відповідь у 1234 хрестоносці Тевтонського ордену і меченосців оголосили об'єднання у «вічну лігу», направлену проти жемайтів і литовців, після чого набіги на них хрестоносців почастішали.
У другій половині літа 1236 року був організований хрестовий похід на Жемайтію, у якому брав участь Орден мечоносців та лицарі із Західної Європи. У війську хрестоносців були також християнізовані ести, ліви, латгали, а також 200 вояків із Пскова. Але об'єднане військо жемайтів і земгалів на чолі з князем Вікінтом здобуло важливу перемогу при Сауле. Орден мечоносців був дуже послаблений поразкою і просування загарбників було тимчасово зупинено.

### Другий наступ хрестоносців (1250—1261)
У 1250 Лівонський орден організував черговий великий похід на землі литовців і жемайтів. Великому князю Міндовгу вдалося зупинити хрестоносців лише шляхом підкупу їхнього магістра Андреаса фон Стірленда (англ. Andreas von Stierland) та значними поступками.
В 1251 Міндовг пішов війною на непокірного жемайтіського князя Вікінта і взяв в облогу його столицю — замок Твиреметь (суч. Тверай). Але захопити замок не зміг і був змушений відступити.
За договором 1253, литовський князь Міндовг отримав титул короля, але віддав частину Жемантії Лівонському ордену. Втім, жемайти не скорилися: у 1255 рада жемайтійських князів обрала своїм лідером князя Альмінаса, який розпочав енергійну боротьбу проти хрестоносців. В той час, як Міндовг прийняв християнство (1251) і визнав зверхність Папи Римського, жемайтіські князі міцно трималися своїх традицій язичництва і продовжували опиратися завойовникам.
У 1259, після спустошення Литви монголами, князь Міндовг вимушено відмовився від прав на всю Жемайтію на користь хрестоносців. Однак, жемайти підняли повстання і на чолі з князем Альмінасом завдали лицарям Лівонського ордену поразки у
битві при Скуодасі. Цю битву самі хрестоносці оцінили як восьму найважчу поразку за всю історію ордену. В битві загинуло 33 лицарі та багато простих воїнів.
Наступного року жемайти перейшли у наступ і завдали хрестоносцям Тевтонського ордену поразки біля озера Дурбе (1260).  В битві загинуло багато простих вояків та 150 з 200 лицарів ордену, включаючи магістра Буркхарда фон Горнгаузена і маршала Генріха Ботеля. Ще близько 15-ти лицарів потрапили в полон. Після цього повстання підтримали князь Тройнат та король Міндовг і за допомогою литовців жемайти і курші звільнилися від влади лівонських лицарів (1261).
Важка поразка дуже послабила Тевтонський орден, що спричинило численні повстання підкорених балтських народів, в першу чергу, прусів. Завдяки цим перемогам було зупинено просування німецьких лицарів на два десятиліття, що дало змогу зміцнитися Литовській державі.

### 100-літня війна з Тевтонським орденом (1283—1411)
З 1283 розпочинається 100-літня війна вже з Тевтонським орденом. Особливо часті і небезпечні були напади німців у XIV столітті, лише за Кейстута вони перейшли в партизанську війну. Після смерті Кейстута 1382 року великий князь литовський Ягайло віддав Жмудь лівонцям; але жмуди незабаром повстали і скинули цю залежність. 1398 року за Салинським договором Жмудь знову була віддана лівонцям Вітовтом, який повернув її німцям вдруге після повстання 1400—1401 років.

### Автономія у складі ВКЛ (1411—1795)
Після 1410 року закінчилися вторгнення Тевтонського ордену у Жмудь зв'язку з її приєднанням до Литви. Вітовт і Ягайло почали посилено насаджувати тут християнство, що внаслідок опору жителів затверджується остаточно тільки у XVI столітті за допомогою єзуїтів.
Тут існувала особлива автономна одиниця — Жмудське староство. Із самого початку Жемайтія мала особливого князя, в основному підручного великого князя литовського; столицею його були Росієни. Привілей 1441 року легалізував автономію Жемайтії — відтоді староста став призначатися лише за згодою місцевої шляхти і лише з місцевих мешканців. 1495 року великий князь Олександр Ягеллончик дав Жмуді «земельний привілей» (руською мовою), що стало початком утворення станів у країні. За привілеєм 1495 року жемайти отримали право обирати старосту (великий князь лише затверджував його), мати власний суд, великий князь отримав заборону засновувати нові маєтки на Жемайтії. Навіть після судово-адміністративної реформи 1566 року Жмудь зберегла свою автономію як староство, яким було і перед тим. 1575 року Жемайтію почали іменувати князівством

### У складі Російської імперії (1795—1917)
1795 року після Третього поділу Речі Посполитої більшу частину Литви окупувала Російська імперія, незначна частина Жемайтії відійшла до Прусського королівства (південно-східні райони). Невдовзі Жмудь було приєднано до Литовської, з 1801 року увійшла до складу Віленської, і 1843 року до Ковенської губерній.

### XX—XXI століття
З 1918 року землі Жемайтії входили до складу міжвоєнної Литовської республіки (1918—1940), а столиця колишньої Ковенської губернії (Жмуді), місто Каунас (Ковно, пол. Kowno), де-юре став центром нової держави. 3 серпня 1940 року після окупації СРСР Литви відбулося подальше нівелювання регіональних особливостей і введення російської мови в освітній процес і державний ужиток. Після відновлення Литвою незалежності 1990 року (вихід з СРСР) Жемайтію продовжили розглядати виключно як етнографічний (етнокультурний) регіон на північному заході країни, жителі якого говорять одним із двох діалектів литовської мови — жмудським. Межі етнографічного регіону не збігаються з межами Жемайтійського староства, Жемайтійського єпископства, Ковенської губернії або із сучасними адміністративними кордонами Литовської республіки, але були визначені на підставі поширення жемайтського діалекту. Найбільшим містом етнографічного регіону є Шяуляй, а історичною столицею — місто Тельшяй.

## Адміністративний поділ
- Тельшяйський повіт
- Шяуляйський повіт

### Довідники
- Mindaugas (d. 1263). — Alan V. Murray. The Crusades: An Encyclopedia. — ABC-CLIO, 2006. — 1314 с. — ISBN 978-1576078624. (англ.)
- Жмудь // Энциклопедический словарь : в 86 т. (82 т. и 4 доп.). — СПб. : Ф. А. Брокгауз, И. А. Ефрон, 1890—1907. (рос.)

### Книжки
- А.Бумблаускас, А.Ейдинтас, А.Кулакаускас, М.Тамошайтис. Історія Литви кожному. — К.: «Балтія-Друк», 2018. — сс. 38-46.
- Гудавичюс Э. Том I: С древнейших времен до 1569 года // История Литвы. Том I. — М : Фонд имени И. Д.Сытина, BALTRUS, 2005. — Т. 1. — 680 с. — ISBN 5-94953-029-2. (рос.)

### Історичні джерела
- Галицько-Волинський літопис. Іпатіївський список [Архівовано 16 березня 2015 у Wayback Machine.]
- Мацей Стрийковський. Хроніка польська, литовська, жмудська і всієї Русі. — Королевець (нині Калінінград, РФ), 1582. Переклад російською мовою (Игнатьев А., 2014)